# Diego Aguirre Parra
Diego Aguirre Parra (Toledo, 17 de outubro de 1990) é um futebolista profissional espanhol que atua como meia.

## Carreira
Diego Aguirre Parra começou a carreira no Toledo.

## Títulos
Rayo Vallecano
- Segunda División: 2017–18